# Deccanometrus ubicki
Espèce
Synonymes
- Heterometrus ubicki Kovařík, 2004

Deccanometrus ubicki est une espèce de scorpions de la famille des Scorpionidae.

## Distribution
Cette espèce est endémique du district de Karikal dans le territoire de Pondichéry en Inde.

## Description
Le mâle holotype mesure 89 mm et la femelle paratype 77 mm.

## Systématique et taxinomie
Cette espèce a été décrite sous le protonyme Heterometrus ubicki par Kovařík en 2004. Elle est placée dans le genre Deccanometrus par Prendini et Loria en 2020.

## Étymologie
Cette espèce est nommée en l'honneur de Darrell Ubick.

## Publication originale
- Kovařík, 2004 : « A review of the genus Heterometrus Ehrenberg, 1828, with descriptions of seven new species (Scorpiones, Scorpionidae). » Euscorpius, no 15, p. 1-60 (texte intégral).